# Timecode
Timecode es una película experimental americana del año 2000 escrita y dirigida por Mike Figgis y con un reparto coral, incluyendo Salma Hayek, Stellan Skarsgård, Jeanne Tripplehorn, Suzy Nakamura, Kyle MacLachlan, Saffron Burrows, Holly Hunter, Julian Sands, Xander Berkeley, Leslie Mann y Mía Maestro.
La película está construida con cuatro planos secuencia continuos de 93 minutos de duración cada uno, mostrándose de forma simultánea en la pantalla en todo momento, ya que ésta aparece dividida en cuatro partes iguales. La película describe la interacción de varios grupos de personas en Los Ángeles mientras están preparando la producción de una película. Las peculiaridades del rodaje provocan que gran parte del diálogo entre los personajes sea improvisado. A destacar la mezcla de sonido de la película, ya que está diseñada de tal forma que el audio predominante en cada momento será el que tenga más importancia para la historia; de esta forma, el espectador solo oye el sonido que proviene de una de las cuatro acciones simultáneas que se le presentan.

## Inspiración
Aunque la idea de presentar una película como varios planos continuos simultáneos dividiendo la pantalla en partes iguales pueda resultar innovadora, lo cierto es que Timecode no es la primera obra cinematográfica que utiliza este recurso. En el año 1976 el director polaco Zbigniew Rybczynski rodó un corto de 10 minutos titulado Nowa książka en el que se cuenta una historia dividiendo la pantalla en 9 secciones iguales, mostrando en cada una de ellas un plano sin cortes. El director Mike Figgis se basó en la estructura narrativa de este corto para rodar Timecode.

## Reparto (por orden alfabético)
- Xander Berkeley como Evan Wantz.
- Golden Brooks como Onyx Richardson.
- Saffron Burrows como Emma.
- Viveka Davis como Victoria Cohen.
- Richard Edson como Lester Moore.
- Aimee Graham como Sikh.
- Salma Hayek como Rose.
- Glenne Headly como Dava Adair.
- Andrew Heckler como Actor.
- Holly Hunter como Renee Fishbine.
- Danny Huston como Randy.
- Daphna Kastner como Actriz.
- Kyle MacLachlan como Bunny Drysdale.
- Mía Maestro como Ana Pauls.
- Leslie Mann como Cherine.
- Suzy Nakamura como Connie Ling.
- Alessandro Nivola como Joey Z.
- Julian Sands como Quentin.
- Stellan Skarsgård como Alex Green.
- Jeanne Tripplehorn como Lauren.
- Steven Weber como Darren.